# هيكتور بيليجريني
هيكتور بيليجريني (بالإسبانية: Héctor Pellegrini)‏ هو ممثل أرجنتيني، ولد في 6 أغسطس 1931 ببوينس آيرس في الأرجنتين، وتوفي في 1 نوفمبر 1999 في الأرجنتين.

## وصلات خارجية
- هيكتور بيليجريني على موقع IMDb (الإنجليزية)
- هيكتور بيليجريني على موقع قاعدة بيانات الفيلم (الإنجليزية)